# Joan Vilatobà i Fígols
Joan Vilatobà Fígols (Sabadell, Vallès Occidental, 15 de febrer de 1878 - 18 de febrer de 1954) fou un fotògraf i pintor català, un dels pioners del moviment pictoralista a l'Estat espanyol. També fou dibuixant i arribà a ser professor de Belles Arts a l'Escola Industrial de Sabadell. El pintor Màrius Vilatobà Ros és fill seu.

## Biografia
L'any 1898 va passar un fet que va influir notablement en la seva carrera. Li tocava fer el servei militar, però les seves idees republicanes i pacifistes, i el fet que en aquells moments Espanya estava en guerra a Cuba, el van fer decidir per exiliar-se del país conjuntament amb el seu germà Josep i el fotògraf Miquel Renom. Això li va permetre viure uns anys a Tolosa i a París, i allà va descobrir les obres dels fotògrafs pictorialistes que aleshores dominaven el panorama artístic europeu. Finalment, la seva família va pagar per eximir-lo del servei militar. El 1901 va tornar a Sabadell i va obrir el seu primer taller de fotografia. Com a fotògraf, feu majoritàriament fotos d'estudi, amb composicions romàntiques amb figures, fent servir diverses tècniques, com ara el bromoli, la goma bicromatada i el carbó transportat.Durant els primers anys del segle xx feu exposicions fotogràfiques a Barcelona i Madrid i obtingué diversos premis en diferents certàmens fotogràfics.

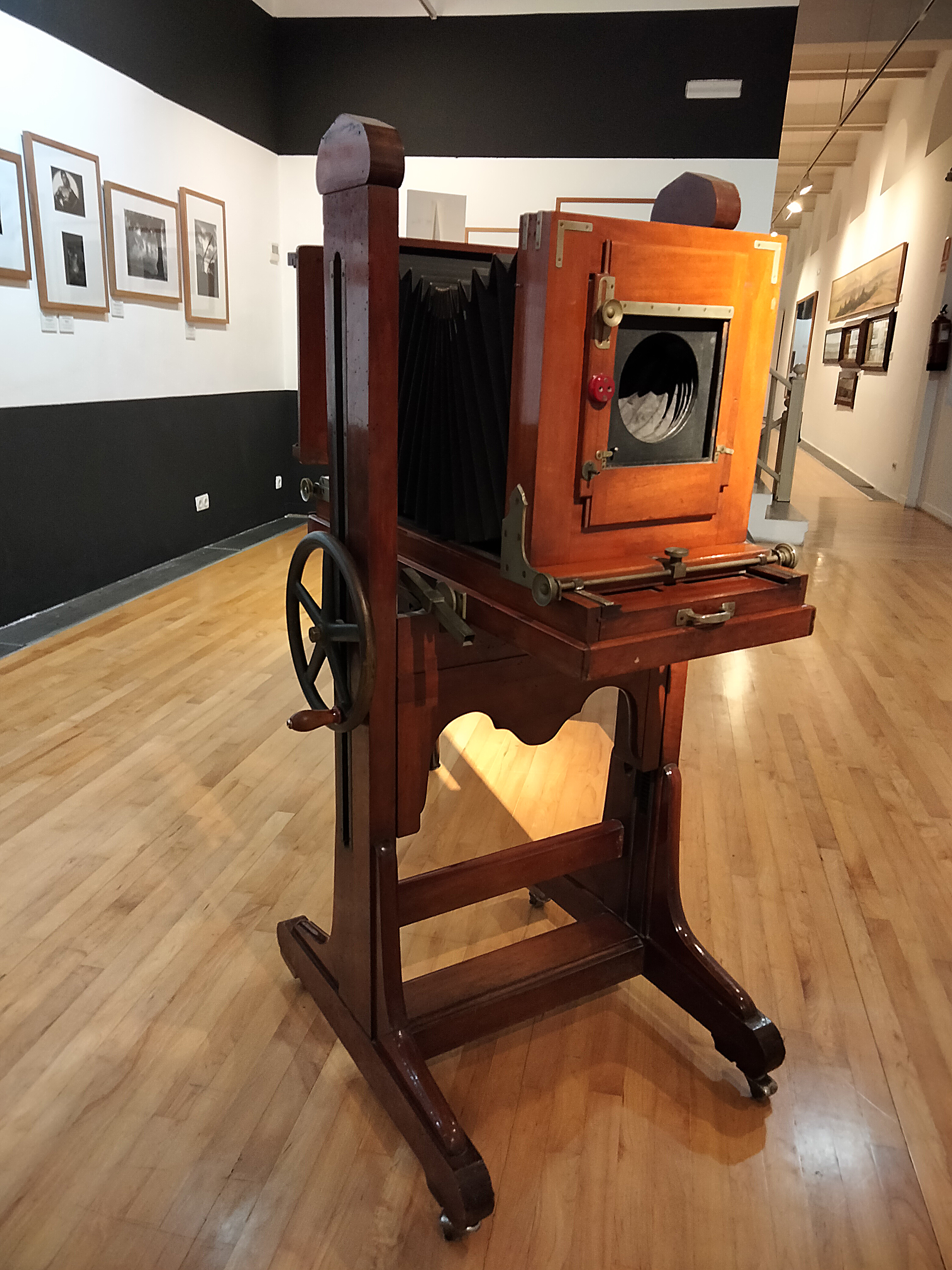
Càmera francesa de fusta de Joan Vilatobà (1903-1931), en una exposició al Museu d'Art de Sabadell

El 1904 el rei Alfons XIII li comprà algunes obres que s'exposaven en l'exhibició de productes locals que el Gremi de Fabricants de Sabadell havia organitzat en honor del monarca. El rei li encarregà un retrat oficial i el de la seva promesa Victòria de Battemberg.
Figura entre els artistes que l'any 1915 van participar en la contraexposició de caràcter acadèmic que l'Acadèmia de Belles Arts de Sabadell va organitzar a l'antic teatre de la Lliga Regionalista, com a resposta i confrontació amb les idees de l'exposició Art Nou Català que simultàniament es presentava a la ciutat.
El gran reconeixement li vingué amb les exposicions que va organitzar el 1919 al Círculo de Bellas Artes de Madrid i l'any següent a les Galeries Laietanes de Barcelona. Tingueren ressò els retrats dibuixats al carbó.
Va ser un dels artistes presents a l'Almanac de les Arts de l'any 1924, en el qual es va reproduir un estudi d'un cap de Crist Crucificat.
A partir de 1931 es dedicà exclusivament a l'ensenyament del dibuix i a la pintura, tant a casa seva com a l'Escola Industrial d'Arts i Oficis.
A la dècada dels 80, Antoni Farrés i Sabater, com a Alcalde de Sabadell, acordà donar el nom d'una plaça a Joan Vilatobà i Fígols. Aquesta plaça es troba al barri de la Creu de Barberà, al Districte 6 de la ciutat.

## Exposicions

### Exposicions individuals
- 1917. Exposició a l'ebenisteria Guillem, Sabadell.[6]
- 1919. Caixa d'Estalvis de Sabadell.[6]
- 1919. Círculo de Bellas Artes, Madrid.[6]
- 1920. Galeries Laietanes, Barcelona.[7]
- 1920. Saló del Teatre Goya, Barcelona.[6]
- 1921. Cercle Republicà Federal, Sabadell.[6]
- 1940. Acadèmia de Belles Arts de Sabadell.[8]
- 1941. Acadèmia de Belles Arts de Sabadell.[8]
- 1942. Acadèmia de Belles Arts de Sabadell.[8]
- 1944. Acadèmia de Belles Arts de Sabadell.[8]
- 1947. Acadèmia de Belles Arts de Sabadell.[8]
- 1953. Acadèmia de Belles Arts de Sabadell.[8]
- 1977. Exposició de fotografies de Joan Vilatobà Fígols (Sabadell, 1878-1954). Acadèmia de Belles Arts de Sabadell.
- 1997. Joan Vilatobà 1878-1954. Museu d'Art de Sabadell.
- 2013. Joan Vilatobà. Galeria A34, Barcelona.[9]
- 2014. Joan Vilatobà. Museo del Romanticismo, en el marc de Photoespaña, Madrid.[10]
- 2014. Joan Vilatobà. Fotografies. Museu d'Art de Sabadell.[11]

### Exposicions col·lectives
- 1904. Congreso Nacional Fotográfico, Asociación Colombófila de Cataluña. Sala Parés, Barcelona.[6]
- 1904. Exposición de productos y manufacturas locales, Gremi de Fabricants, Centre Industrial, Sabadell.[6]

- 1905. Exposición Nacional de Fotografía, Madrid.
- 1905. Exposición Nacional de Fotografías, Bilbao.[6]
- 1906. Exposición Nacional de Fotografía, València.[6]
- 1906. Joan Vilatobà / Joan Vila Cinca. Sabadell.[6]
- 1908. Exposición Hispano Francesa, Saragossa.[6]
- 1915. Exposició 1915. Acadèmia de Belles Arts de Sabadell, antic teatre Lliga Regionalista de Sabadell.[12]
- 1921. Primer Salón Internacional de Fotografía, Madrid.[6]
- 1921. Exposició de l'Acadèmia de Belles Arts de Sabadell.[13]
- 1923. Acadèmia de Belles Arts de Sabadell.[14]
- 1925. Acadèmia de Belles Arts de Sabadell. Hi presenta una fotografia d'uns eucaliptus.[15]
- 1942. Acadèmia de Belles Arts de Sabadell.[8]
- 1944. Acadèmia de Belles Arts de Sabadell.[8]
- 1946. Col·lectiva de socis del Cercle Sabadellès. Acadèmia de Belles Arts de Sabadell.[8]
- 1948. Acadèmia de Belles Arts de Sabadell.[8]
- 1953. Primer Saló Biennal de Belles Arts. Caixa d'Estalvis de Sabadell.[8]
- 1956. Les primeres passes de la cultura a Sabadell. Acadèmia de Belles Arts de Sabadell.[8]

## Premis i reconeixements
- 1903 - Primer premi de la revista "La Ilustració Catalana"
- 1904 - Segon premi i accèssit del Congreso Nacional Fotográfico, Asociación Colombófila de Cataluña. Sala Parés, Barcelona.[6]
- 1905 - Primer premi del Concurs de Figueres.[16]
- 1905 - Cinquè premi del Concurs Nacional de Gomes Bicromatades, Concurs Adouard. Barcelona.[17]
- 1905 - Diploma d'Honor a l'Exposición Nacional de Fotografías de Bilbao.
- 1905 - Gran Medalla d'honor a l'Exposición Nacional de Fotografia de Madrid.[18]
- 1906 - Diploma i Medall d'honor a l'Exposición Nacional de Fotografía de València.[6]
- 1908 - Medalla d'or a l'Exposición Hispano Francesa de Saragossa.[6]
- 1921 - Diploma de Cooperación y de Mérito al Primer Salón Internacional de Fotografía de Madrid.[6]

## Obra en museus i col·leccions
- Museu Nacional d'Art de Catalunya[19]
- Museu d'Història de la Ciutat de Barcelona[19]
- Museu de Terrassa[19]
- Museu d'Història de Sabadell[19]
- Museu d'Art de Sabadell[19][20][21]
- Museu Abelló de Mollet del Vallès